# 趙楽際
趙 楽際（ちょう らくさい、1957年3月8日 - ）は、中華人民共和国の政治家。第11代全国人民代表大会常務委員長（国会議長に該当。党序列3位）。

## 略歴
本籍は陝西西安、出生は青海西寧。北京大学哲学系を卒業。中国社会科学院大学院、中国共産党中央党校で学習。経済師(エコノミスト)の資格保持。1975年7月に中国共産党に入党。第16期・第17期・第18期・第19期中央委員会委員、第18期・第19期中央委員会政治局委員、元青海省省長、元青海省党委員会書記、元陝西省党委員会書記。
中国共産党第19期（当時党序列6位）・第20期中央政治局常務委員。元中国共産党中央規律検査委員会書記、元党中央組織部部長。

## 経歴
趙楽際は1957年3月、父母が辺境地支援の幹部として働く青海省西寧市で生まれる。文化大革命期の1974年9月、党中央指導の知識青年の下放に応じ、青海省貴徳県河東郷貢巴村大隊に入隊して、農村部で労働に勤しむこととなる。一年ばかりの後の1975年8月、都市に戻る機会を得、青海省商業庁弁公室で文書収受係兼連絡係を務める。
毛沢東お声掛りの工農兵大学生の最終年次として1977年2月北京大学哲学系に入学し、1980年1月卒業する。
大学卒業ののち省商業庁に戻る。そして政治処宣伝幹部、青海省商業学校教員、同教務処副主任、商業庁政治処副主任兼庁共青団委員会書記を歴任。1984年より1986年4月まで、庁傘下の青海省五金交電化工公司の党委員会書記を任され、その後、現場の管理職も兼任する。
1986年、ふたたび商業庁に戻り、副庁長を担当し財貿工会主席も兼ねる。1996年から1998年には中国社会科学院大学院貨幣銀行専門大学院生課程班で学んでもいる。1991年3月には庁長に昇進する。
この後も省政府や地元共産党組織で昇進を続け、青海省省長補佐、省財政庁庁長、副省長を歴任。1997年には、省副書記、西寧市市委員会書記に就任し、1999年8月には代理省長に任ぜられる。翌2000年1月、青海省省長に選任。当時42歳で中国最年少の省長であった。2002年から2005年には中国共産党中央党校に入校し、大学院生班において政治学を専攻。2003年8月、省委員会書記に昇進、当時最年少の省委員会書記となった。
青海省で三十年近く勤務ののち、2007年3月、李建国に代わって陝西省党委員会書記を担当、併せて2008年1月より省人民代表大会常務委員会主任にも任じられた。
2012年11月召集の第18期中央委員会第1回全体会議で、政治局委員と、同時に中央書記処書記にも選ばれ、党と国家のトップリーダーの列に加わることになる。その数日後には中央組織部部長に任命された。
2017年10月中国共産党召集の第19期中央委員会第1回全体会議で、政治局常務委員に、同時に中央規律検査委員会書記にも選ばれた。
2023年3月10日、全国人民代表大会で全人代常務委員長に選出された。

## 家族
父親：西方野戦軍の従軍記者のち、省の党機関紙青海日報の副編集長も務めた人物であり、副総理や外相を務めた錢其琛とソ連留学で一緒であったとか、陝西省教育出版社の社長だったとの話がある。
父親や祖父に関しては、一説に父親が商業庁の幹部であったため下放からたった一年で呼び戻したとか。また、一説には文革時に習仲勲の親友で氏を助けた経緯が知られる人民解放軍将軍で政治家でもある趙寿山氏こそが祖父あるいは父であるとか。
弟：趙際秦－中国共産党広西チワン族自治区桂林市市委員会書記。

## 人物
- かなり重い陝西地方のなまりがある。
- 出自・経歴、要職への抜擢から、陝西幇に数えられ、かつ陝軍の代表的人物とされる。
- 父親の経歴は従軍経験のある正庁級か副庁級幹部とされ高級幹部ではないので紅後代（紅二代）[9]とは微妙なところだが、祖父か父が趙寿山(zh)だとすればまさしく紅後代に該当する。
- 趙寿山(zh)が縁者であるならば、副司令員を務めた1949年に改編成立した第一野戦軍および西北軍区で習近平の父習仲勲政治委員、張又侠の父張宗遜(zh)副司令員と共に死戦を潜った戦友ということにもなる。
- 青海省で共青団の経歴もあり、胡錦濤総書記が評価し省書記に昇任させたことから団派とされることが多いが、共青団では中央書記処・省党委員会の書記や副書記などを務めたこともなく、李克強・李源潮・劉延東・汪洋らとは色合いを異にする。
- 青海省での省長・省書記在任期には、西部開発計画の波に乗り、青海省GDPを急増を果たした。2000年263.12億元から2003年には390.16億元にし2006年には641億元もの規模に成長させる実績である。さらにそれを評価され、経済規模が格段に大きい陝西省に移ってからの5年でも年平均14.9％のGDP成長率を誇り、GDPが1億元を超す省級行政区を指す「万億倶楽部」入りを達成した。
- 環境保護にも積極的で青海省への環境汚染企業の進出に反対を表明したり、三江（長江・黄河・瀾滄江＜メコン川の上流部の中国での名称＞）の源頭である地域の環境保護のための三江源自然保護区[10]の設置、国家級指定に深く関与している。
- 多民族・多宗教で人口の半分近くが少数民族である青海省において、少数民族地域の経済・社会発展に尽力するとともに、宗教と社会主義が相互に適応するよう努め社会の安定を守った。テロなどの深刻な少数民族問題は発生させていない。
- 2009年4月には陝西省党書記として奈良県・香川県・京都府を友好交流のため歴訪している[11]。
- 中央政界では無名だったため、2012年の第18期中央委員会全体会議における政治局委員および中央書記処書記への選出・任命、それからの組織部長への任命は、驚きをもって「黒馬」（ダークホース）と評された。もちろん習氏による抜擢によるものと周囲に受け止められている。
- 陝西省党書記だった2007年、習近平の亡父で党八大元老であった習仲勲の故郷（富平県）にあった墓を巨大な陵墓に改造し、記念館を建設したことから習近平に気に入られたという。墓所と併設された習仲勲記念館の面積は約７千平方メートル、周辺の専用道路と駐車場などを入れると２万平方メートルを超えるとされ、古代の皇帝陵並みの立派さであり、習の母親の斉心がこの墓を大変気にいり、複数回訪れたといわれる[12]。
- 北京大学在学当時を知る同級生によれば、古今東西の哲学書を手当たり次第に読みあさる読書家だったが、その中で、帝王学を教える中国の古典が特に好きだったという。 北京大哲学部の後輩で、かつて中国の民主化運動に身を投じた評論家の石平は、最高指導部入りについて「その手段は、独立した精神という北京大学の理念に反している、恥ずべきことだ」と評したとされる[12]。